# Ходатаева, Ольга Петровна
Ольга Петровна Ходатаева (26 февраля 1894, Москва — 10 апреля 1968, там же) — советский режиссёр мультипликации, сценаристка, художница мультипликационного кино.

## Биография
Сестра советского мультипликатора Н. П. Ходатаева (1892—1979).
После окончания в 1918 году училища живописи, ваяния и зодчества в Москве, работала художницей-оформителем, графиком.
В 1924 году пришла в мультипликацию, трудилась в коллективе мультмастерской при ГТК под руководством брата, позже на фабриках «Межрабпом-Русь», «Совкино» («Союзкино», «Мосфильм»).
С 1927 по 1932 год работала в творческом коллективе сестёр Валентины и Зинаиды Брумберг.
Участвовала в качестве соавтора мультипликационного оформления спектаклей «Про Дзюбу» и «Негритёнок и обезьяна» в театре под управлением Н. И. Сац (ныне Московский государственный академический детский музыкальный театр имени Н. И. Сац).
В 1936—1960 годах — режиссёр киностудии «Союзмультфильм». Была членом худсовета «Союзмультфильма».
Много лет сотрудничала с художником и режиссёром П. Н. Носовым.

С 1954 года работала совместно с Л. В. Аристовым.

## Награды на кинофестивалях
- 1952 — VII МКФ в Карловых Варах (ЧССР) — Премия за лучший анимационный фильм за мультфильм «Сармико»
- 1956 — VIII МФ для детей и юношества в Венеции — Первая премия за мультфильм «В яранге горит огонь»
- 1957 — МКФ в рамках VI Международного фестиваля молодёжи и студентов — Золотая медаль за мультфильм «В яранге горит огонь»
- 1958 — XII Эдинбургский МКФ — Диплом за мультфильм «Храбрый оленёнок»

## Фильмография

### Режиссёр
| - 1927 — Даёшь хороший лавком! (совм. с В. Брумберг и З. Брумберг, Н. Ходатаевым) - 1928 — Грозный Вавила и тётка Арина (совм. с Н. Ходатаевым) - 1928 — Подтянись, лавком идёт! (совм. с Н. Ходатаевым) - 1928 — Самоедский мальчик (совм. с В. Брумберг и З. Брумберг, Н. Ходатаевым) - 1932 — Весёлая жизнь (Повесть о том, как поссорились Иван Иванович с Анной Ивановной, и что из этого вышло) (совм. с В. Брумберг) - 1934 — Весёлая Москва - 1935 — На дне - 1936 — Возвращённое солнце - 1937 — Дед Мороз и серый волк - 1938 — Маленький Мук - 1938 — Мальчик-с-пальчик - 1940 — Медвежонок (совм. с А. Евмененко, П. Носовым) - 1942 — Киноцирк (совм. с Л. Амальриком) - 1942 — Лиса, заяц и петух - 1943 — Краденое солнце (сорежиссёр) - 1944 — Песня о Чапаеве (совм. с П. Носовым) | - 1945 — Теремок - 1946 — У страха глаза велики - 1948 — Новогодняя ночь (совм. с П. Носовым) - 1949 — Сказка старого дуба - 1950 — Чудо-мельница - 1951 — Таёжная сказка - 1952 — Сармико (совм. с Е. Райковским) - 1953 — Сестрица Алёнушка и братец Иванушка - 1954 — Соломенный бычок - 1954 — Три мешка хитростей (совм. с П. Носовым) - 1956 — В яранге горит огонь - 1957 — Храбрый оленёнок (совм. с Л. Аристовым) - 1958 — Золотые колосья (совм. с Л. Аристовым) - 1960 — Золотое пёрышко (совм. с Л. Аристовым) - 1941 — Бей фашистских пиратов (Журнал политсатиры № 2) - 1955 — Памяти Мичурина (режиссёр мультвставки) |

### Сценарист
- 1927 — Даёшь хороший лавком! (автор сценария  с В. Брумберг и З. Брумберг, Н. Ходатаевым)
- 1928 — Грозный Вавила и тётка Арина (автор сценария совм. с Н. Ходатаевым)
- 1928 — Самоедский мальчик (автор сценария  с В. Брумберг и З. Брумберг, Н. Ходатаевым)
- 1938 — Мальчик-с-пальчик (автор сценария)
- 1941 — Бей фашистских пиратов (Журнал политсатиры № 2) (автор сценария)
- 1942 — «Киноцирк» (автор сценария совм. с Л. Амальриком, К. Гаврюшиным, Н. Волковым)
- 1948 — Новогодняя ночь (автор сценария)

### Художница-мультипликатор
- 1924 — Межпланетная революция
- 1925 — 1905—1925
- 1925 — Китай в огне
- 1925 — Старт
- 1926 — Как Мурзилка научился правильно писать адреса
- 1927 — Одна из многих
- 1928 — Новоселье Пушкина
- 1933 — Органчик

### Художница-постановщица
- 1927 — Даёшь хороший лавком! (совм. с В. Брумберг и З. Брумберг, Н. Ходатаевым)
- 1928 — Грозный Вавила и тётка Арина (совм. с Н. Ходатаевым)
- 1928 — Подтянись, лавком идёт! (совм. с Н. Ходатаевым)
- 1928 — Самоедский мальчик (совм. с В. Брумберг и З. Брумберг, Н. Ходатаевым)
- 1931 — Автодорец (совм. с В. Брумберг и З. Брумберг, Н. Ходатаевым)
- 1934 — Весёлая Москва
- 1935 — На дне
- 1938 — Маленький Мук (совм. с П. Носовым)
- 1942 — Киноцирк (совм. с Л. Амальриком)
- 1949 — Часовые полей